# Западни војни округ
Западни војни округ (рус. Западный военный округ) војноадминистративна је јединица Оружаних снага Руске Федерације са штабом у Санкт Петербургу.
Образован је указом предсједника Руске Федерације бр. 1144 од 20. септембра 2010. године.

## Историјат
Западни војни округ је формиран у Русији у току војне реформе 2008—2010. године. Настао је као резултат обједињавања Московског војног округа, Лењинградског војног округа, Балтичке флоте (и потчињеног јој Калињинградског посебног рејона) и Сјеверне флоте.
Под командом команданта Западног војног округа се налазе све компоненте Оружаних снага, изузев Космичке војске и Ракетне војске. Такође, у потчињености ће се налазити и Унутрашња војска, Гранична војска, јединице Министарства за ванредне ситуације и друге војне јединице.